# Бузык-кала
Бузык-кала (Бузыккала, Бузуккала, Большая Куйрыккала) — раннесредневековый город на территории Кызылординской области Казахстана, в 55 км к западу от города Казалинск, в 8 км к югу от села Жанакурылыс. Входит в государственный список памятников истории и культуры местного значения Кызылординской области. Датируется VI—X вв.
Городище обнаружено на восточном берегу бывшего Аральского моря. В 1946 раскопки вела Хорезмская археолого-этнографическая экспедиция (под руководством С. П. Толстова — выдающегося историка, этнографа, археолога, исследователя истории народов Средней Азии; открывателя древнехорезмийской цивилизации).
Имеет четырёхугольную в плане форму, размеры 145×290 м. Окружён траншеей шириной 10 м. При раскопках обнаружены глиняные кувшины с орнаментом.